# MAPED F1
La MAPED F1 (MI AP ED F1,) est une mine antipersonnel directionnelle à corps en plastique similaire au M18A1 Claymore,. Elle est conçue pour blesser ou tuer par fragmentation. C'est la mine antipersonnel directionnelle standard de l'armée française depuis la fin des années 1970. Elle est fabriquée par la société Alsetex,.
Le corps du MAPED F1 est plat à l'arrière et convexe à l'avant, il a un petit viseur dans le coin supérieur gauche et des pattes en plastique dans les coins inférieurs pour fixer une paire de pieds de support de cadre en "A". La mine contient une charge explosive plastique pour propulser 500 fragments de billes d'acier à une portée de 50 mètres sur un angle de 60°. Le MAPED F1 est alimenté par batterie et est normalement actionné par un fil de rupture, mais l'actionnement d'un fil de déclenchement et d'une commande est également possible.
Le MAPED F1 est monté en surface et peut être localisé visuellement ou avec des détecteurs de métaux dans la plupart des conditions de terrain. Le MAPED F1 peut être neutralisé par une surpression de souffle provenant de systèmes de rupture d'explosifs comme le Giant Viper et le M58 MICLIC, à moins qu'il ne soit configuré pour l'activation de la commande.

## Exploitation
Le MAPED F1 utilise un système de tir électrique très complexe. Il est essentiellement actionné par un fil de contact. La batterie et le câble de mise à feu sont attachés à un détonateur électrique qui est inséré dans la mine et une bobine de fil de contact est déroulée. Tout contact avec le fil après l'armement du MAPED F1 cassera la fibre, ce qui coupera un circuit électrique et déclenchera la mine.

## Dangers
Le MAPED F1 est posé en surface. Lors de la détonation, la mine propulsera normalement une fragmentation mortelle à une distance comprise entre 40 et 60 mètres. La plage de danger réelle pour ces types de mines peut atteindre 300 mètres sur la base des tests de l'armée américaine du M18A1 "Claymore" (c'est directement devant la mine; la plage de fragmentation et la densité chutent à 125 mètres sur les côtés et arrière de ces mines).